# George Cowie
George Alexander Cowie (Findochty, 9 maggio 1961) è un allenatore di calcio ed ex calciatore scozzese, di ruolo difensore.

## Biografia
Possiede una scuola calcio, la George Cowie Football.

## Carriera

### Giocatore
Ha cominciato a giocare nel West Ham Utd. Nel 1983 è stato acquistato dall'Hearts. Nella stagione 1986-1987 ha giocato in prestito al Morton. Nel 1987 è passato al Dunfermline. Nel 1988 è passato al Deveronvale. Nel 1989 si è trasferito al Greenock Morton, club con cui ha concluso la propria carriera da calciatore nel 1991.

### Allenatore
Nel 2000 è stato nominato commissario tecnico della Nazionale salomonese. Con la Nazionale salomonese ha partecipato alla Coppa d'Oceania 2000 e alla Coppa d'Oceania 2002. Ha concluso la propria esperienza da commissario tecnico nel 2003. Nell'estate 2008 ha firmato un contratto con il Sunshine Coast. Ha mantenuto l'incarico fino al 2010. Ha vinto nel 2008, da tecnico del Sunshine Coast, il premio "Queensland Coach of the Year".